# Auxvasse
Auxvasse – miasto w Stanach Zjednoczonych, w stanie Missouri. W 2000 roku liczyło 903 mieszkańców.